# Singapora arifi
Singapora arifi är en insektsart som beskrevs av Ghauri 1985. Singapora arifi ingår i släktet Singapora och familjen dvärgstritar. Inga underarter finns listade i Catalogue of Life.